# Падалко Лідія Олександрівна
Лі́дія Олекса́ндрівна Па́далко (25 травня 1921, Жмеринка Вінницької області) — українська хормейстерка і педагог. Заслужена артистка УРСР (1954). Учасниця Другої світової війни.
Засновниця і багаторічна керівниця Народної академічної хорової капели Київського політехнічного інституту. Директор Київського музичного училища імені Рейнгольда Глієра у 1964—1970 роках.

## Життєпис
До війни навчалася в Одеському сільськогосподарському інституті.
У травні 1941 року у складі 12 студентів-ударників була мобілізована на секретне будівництво військового аеродрому — де стала військовим топографістом-геодезистом.
Пройшла війну від Одеси до Сталінграда, від Сталінграда до Києва, з військами 1-го Українського фронту дійшла до Німеччини.
1945—1950 — навчання в Київській консерваторії (педагог — М. І. Вериківський).
Студенткою 2-го курсу консерваторії організувала хорову капелу Київського політехнічного інституту, яка посіла І місце на республіканському огляді 1954 року і була нагороджена Почесною Грамотою Президії Верховної Ради УРСР. Хоровій капелі Лідія Падалко присвятила понад два десятиліття свого життя (1948—1964, 1970—1974).
З 20 серпня 1964 по червень 1970 року — директор Київського музичного училища імені Рейнгольда Глієра. На цій посаді залучала учнів до вивчення української хорової спадщини. 1968 року училище під її керівництвом було відзначене Почесною грамотою Президії Верховної Ради УРСР.

## Звання і нагороди
- 1954 — Заслужена артистка УРСР
- 1960 — Орден «Знак Пошани»